# Omorgus tomentosus
Omorgus tomentosus är en skalbaggsart som beskrevs av Robinson 1941. Omorgus tomentosus ingår i släktet Omorgus och familjen knotbaggar. Inga underarter finns listade i Catalogue of Life.

## Bildgalleri

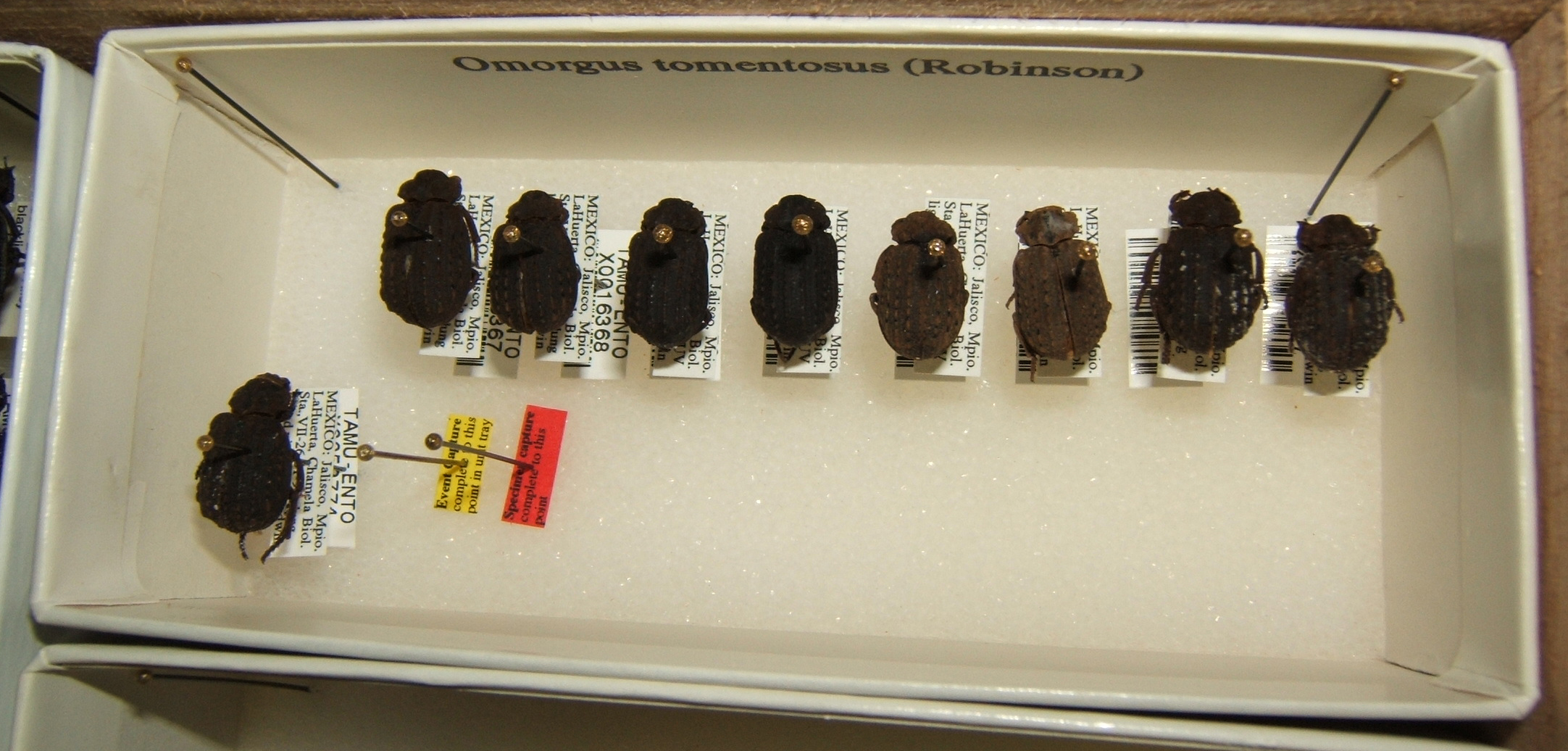